# Convocazioni al campionato nordamericano maschile di pallavolo 2017
Elenco dei giocatori convocati per il campionato nordamericano 2017.

## Canada
| N° | Nome                   | Ruolo | Data di nascita   | Squadra            |
| -- | ---------------------- | ----- | ----------------- | ------------------ |
| -  | Stéphane Antiga        | All   | 3 febbraio 1976   | -                  |
| 1  | Tyler Sanders          | P     | 14 dicembre 1991  | Arkas              |
| 2  | John Perrin            | S     | 17 agosto 1989    | Asseco Resovia     |
| 4  | Nicholas Hoag          | S     | 19 maggio 1992    | Powervolley Milano |
| 7  | Stephen Maar           | S     | 6 dicembre 1994   | Padova             |
| 9  | Jason DeRocco          | S     | 19 settembre 1989 | Jastrzębski Węgiel |
| 10 | Sharone Vernon-Evans   | O     | 28 agosto 1998    | Canada             |
| 11 | Daniel Jansen VanDoorn | C     | 21 marzo 1990     | Tours              |
| 12 | Lucas Van Berkel       | C     | 29 novembre 1991  | Amriswil           |
| 14 | Maxwell Burt           | C     | 25 luglio 1988    | ASUL Lyon          |
| 15 | Bryan Duquette         | L     | 15 novembre 1991  | Mitteldeutschland  |
| 17 | Graham Vigrass         | C     | 17 giugno 1989    | Charlottenburg     |
| 18 | Bradley Gunter         | O     | 5 dicembre 1993   | Duo                |
| 19 | Blair Bann             | L     | 26 febbraio 1988  | Dürener            |
| 21 | Brett Walsh            | P     | 19 febbraio 1994  | Canada             |

## Costa Rica
| N° | Nome                  | Ruolo | Data di nascita  | Squadra  |
| -- | --------------------- | ----- | ---------------- | -------- |
| -  | Juan Acuña            | All   | -                | -        |
| 1  | Luis Chávez           | L     | 30 ottobre 1995  | Atenas   |
| 2  | Jason Brown           | C     | 30 ottobre 1997  | Atenas   |
| 3  | Julio Álvarez         | S     | 19 agosto 1990   | Cartago  |
| 4  | Alberto Blanco        | S     | 14 luglio 1993   | San José |
| 5  | Emanuel Arroyo        | O     | 3 dicembre 1996  | Cartago  |
| 7  | Esteban Araya         | O     | 1º luglio 1985   | San José |
| 8  | Andrés Araya          | P     | 7 ottobre 1995   | San José |
| 9  | Fabián Estrada        | C     | 17 novembre 1997 | Cartago  |
| 10 | Luis Felipe Gutiérrez | P     | 6 marzo 1997     | Atenas   |
| 12 | Christopher Arias     | S     | 6 novembre 1993  | San José |
| 13 | Luis López            | C     | 17 ottobre 1993  | San José |
| 15 | Ricardo Chan          | S     | 15 giugno 1992   | UNED     |

## Guatemala
| N° | Nome               | Ruolo | Data di nascita   | Squadra   |
| -- | ------------------ | ----- | ----------------- | --------- |
| -  | Julio Domínguez    | All   | -                 | -         |
| 2  | Carlos López       | S     | 13 luglio 1997    | Maquinza  |
| 3  | Wagner Chacón      | S     | 2 marzo 1998      | Maquinza  |
| 5  | Erik Flores        | O     | 30 settembre 1997 | Solorzano |
| 6  | Edras Pineda       | C     | 16 agosto 1997    | Zoom      |
| 7  | Adán Ruano         | P     | 10 marzo 1998     | Maquinza  |
| 8  | Luis Santa Cruz    | L     | 18 novembre 1998  | Tellios   |
| 11 | Andy Leonardo      | C     | 27 ottobre 1989   | Solorzano |
| 12 | Tirso Pineda       | L     | 22 settembre 1984 | Zoom      |
| 13 | Erick Colindres    | C     | 29 giugno 1993    | Solorzano |
| 14 | Brandon Chinchilla | S     | 26 ottobre 1994   | Solorzano |
| 15 | Leonel Aragón      | C     | 20 ottobre 1995   | Zoom      |
| 16 | Gerardo González   | P     | 13 luglio 1994    | Zoom      |

## Martinica
| N° | Nome              | Ruolo | Data di nascita   | Squadra           |
| -- | ----------------- | ----- | ----------------- | ----------------- |
| -  | Eddy Erialc       | All   | -                 | -                 |
| 1  | Gregory Alpha     | O     | 22 ottobre 1985   | Le Rayon          |
| 2  | Loris Christine   | P     | 1º novembre 1987  | Good Luck         |
| 3  | Joann Breleur     | S     | 18 maggio 1990    | Éveil Trois-Îlets |
| 4  | Raymond Toussay   | C     | 1º settembre 1980 | Good Luck         |
| 5  | David Lefaivre    | S     | 14 novembre 1971  | Espoir            |
| 6  | Tommy Eniona      | L     | 20 settembre 1979 | Le Rayon          |
| 7  | Rodrigue Larcher  | S     | 8 giugno 1981     | RC Arlésien       |
| 9  | Jahel Brigitte    | C     | 12 maggio 1984    | Le Rayon          |
| 10 | Mickael Tramis    | P     | 28 febbraio 1981  | Éveil Trois-Îlets |
| 12 | Bruno Eniona      | C     | 9 giugno 1987     | Le Rayon          |
| 13 | Aymeric Christine | L     | 13 aprile 1984    | Good Luck         |
| 14 | Nicolas Désert    | C     | 4 agosto 1983     | Éveil Trois-Îlets |

## Messico
| N° | Nome              | Ruolo | Data di nascita   | Squadra              |
| -- | ----------------- | ----- | ----------------- | -------------------- |
| -  | Jorge Azair       | All   | -                 | -                    |
| 1  | Daniel Vargas     | O     | 1º settembre 1986 | Petrolul Ploieşti    |
| 2  | Pedro Ceballos    | P     | 29 giugno 1989    | Ferrocarrileros IMSS |
| 3  | Alexis Garay      | O     | 9 giugno 1997     | Jalisco              |
| 4  | Gonzalo Ruiz      | S     | 28 aprile 1988    | Ferrocarrileros IMSS |
| 5  | Jesús Rangel      | L     | 20 settembre 1980 | Nuevo León           |
| 7  | Jorge Quiñones    | S     | 13 novembre 1981  | Virtus Guanajuato    |
| 8  | Gabriel Cruz      | C     | 23 maggio 1996    | Michoacán            |
| 10 | Pedro Rangel      | P     | 16 settembre 1988 | Nuevo León           |
| 11 | Jorge Barajas     | S     | 7 maggio 1991     | Virtus Guanajuato    |
| 12 | José Martínez     | C     | 23 gennaio 1993   | Virtus Guanajuato    |
| 14 | Jonathan Martínez | C     | 30 settembre 1991 | Ferrocarrileros IMSS |
| 17 | Néstor Orellana   | O     | 7 gennaio 1992    | Nuevo León           |
| 18 | Gabriel Martínez  | L     | 21 gennaio 1995   | Chihuahua            |
| 20 | Julián Duarte     | S     | 19 giugno 1994    | Nuevo León           |

## Rep. Dominicana
| N° | Nome                | Ruolo | Data di nascita  | Squadra              |
| -- | ------------------- | ----- | ---------------- | -------------------- |
| -  | Orlando Samuels     | All   | 31 dicembre 1946 | -                    |
| 1  | Henry Tapia         | O     | 1º marzo 1992    | Santiago Rodríguez   |
| 4  | Wilfredo Hernández  | S     | 8 dicembre 1990  | San Juan             |
| 5  | Enger Miéses        | L     | 1º dicembre 1995 | Santo Domingo        |
| 6  | Pedro García        | O     | 27 novembre 1990 | Santiago             |
| 7  | Mario Frías         | C     | 20 agosto 1994   | Bayaguana            |
| 8  | Henry López         | S     | 9 dicembre 1994  | Moca                 |
| 10 | Francisco Abréu     | P     | 26 aprile 1992   | Distrito Nacional    |
| 11 | José Cáceres        | C     | 24 dicembre 1981 | Bameso               |
| 12 | Francisco Arredondo | P     | 1º ottobre 1996  | Bayaguana            |
| 13 | Jonathan Mercedes   | C     | 18 agosto 1989   | San Pedro de Macorís |
| 15 | Richi Paulino       | C     | 2 dicembre 1996  | Santiago             |
| 16 | César Díaz          | S     | 10 ottobre 1995  | Moca                 |

## Saint Vincent e Grenadine
| N° | Nome                 | Ruolo | Data di nascita  | Squadra      |
| -- | -------------------- | ----- | ---------------- | ------------ |
| -  | Brian Burke          | All   | -                | -            |
| 1  | Jad Martin           | L     | 15 novembre 1997 | Unique Touch |
| 2  | Kemaul Lee           | S     | 2 ottobre 1990   | Alliance     |
| 3  | Delshun Welcome      | O     | 15 agosto 1998   | Alliance     |
| 4  | Jahmal Small         | P     | 29 gennaio 1995  | Gremlins     |
| 5  | Marcus Thomas        | C     | 31 luglio 1998   | Wings        |
| 6  | Asmond Franklyn      | S     | 6 marzo 1998     | Desco        |
| 9  | Deandre Quashie      | C     | 23 aprile 1999   | Desco        |
| 10 | Ronaldo Franklyn     | O     | 31 luglio 1998   | Desco        |
| 11 | Cluevvan Cumberbatch | C     | 16 agosto 1988   | Gremlins     |

## Saint Lucia
| N° | Nome               | Ruolo | Data di nascita  | Squadra       |
| -- | ------------------ | ----- | ---------------- | ------------- |
| -  | Terry Verdant      | All   | -                | -             |
| 1  | Joseph Clercent    | S     | 1 maggio 1997    | Jetsetters    |
| 2  | Scott Louis        | S     | 10 giugno 1997   | Jetsetters    |
| 3  | Ocen Cesar         | C     | 16 gennaio 1993  | Jetsetters    |
| 4  | Gillan Octave      | S     | 7 novembre 1991  | Le Club       |
| 5  | Darnel Eudoxie     | O     | 11 maggio 1995   | Le Club       |
| 7  | Keson Edmund       | O     | 7 aprile 1987    | Jetsetters    |
| 8  | Sheldon Descartes  | C     | 2 ottobre 1994   | Jetsetters    |
| 9  | Anfernee Ferdinand | C     | 15 maggio 1995   | Dig Set Plant |
| 11 | Servin Mongroo     | P     | 27 novembre 1976 | Jetsetters    |
| 12 | Levi Leonce        | S     | 3 marzo 1999     | Dig Set Plant |
| 16 | Mattheus Leonce    | L     | 23 dicembre 1976 | Dig Set Plant |

## Stati Uniti
| N° | Nome              | Ruolo | Data di nascita   | Squadra               |
| -- | ----------------- | ----- | ----------------- | --------------------- |
| -  | John Speraw       | All   | 18 ottobre 1971   | -                     |
| 1  | Matthew Anderson  | S     | 18 aprile 1987    | Zenit-Kazan           |
| 2  | Aaron Russell     | S     | 4 giugno 1993     | Sir Safety Perugia    |
| 3  | Taylor Sander     | S     | 17 marzo 1992     | Beijing               |
| 4  | Mitchell Stahl    | C     | 31 agosto 1994    | UC Los Angeles        |
| 7  | Kawika Shoji      | P     | 11 novembre 1987  | Lokomotiv Novosibirsk |
| 10 | Thomas Jaeschke   | S     | 4 settembre 1993  | Asseco Resovia        |
| 11 | Micah Christenson | P     | 8 maggio 1993     | Lube                  |
| 13 | Daniel McDonnell  | C     | 15 settembre 1988 | Chaumont              |
| 14 | Benjamin Patch    | O     | 21 giugno 1994    | Brigham Young         |
| 15 | Carson Clark      | O     | 20 gennaio 1989   | Stati Uniti           |
| 17 | Maxwell Holt      | C     | 12 marzo 1987     | Modena                |
| 20 | David Smith       | C     | 15 maggio 1985    | Czarni Radom          |
| 21 | Dustin Watten     | L     | 27 ottobre 1986   | Czarni Radom          |
| 22 | Erik Shoji        | L     | 24 agosto 1989    | Lokomotiv Novosibirsk |

## Trinidad e Tobago
| N° | Nome                | Ruolo | Data di nascita   | Squadra     |
| -- | ------------------- | ----- | ----------------- | ----------- |
| -  | Sean Morrison       | All   | 4 ottobre 1983    | -           |
| 2  | Kevin Nimrod        | C     | 13 febbraio 1985  | Suva        |
| 4  | Newton Grant        | L     | 21 maggio 1995    | Technocrats |
| 5  | Akim Bushe          | S     | 28 aprile 1992    | Big Sepos   |
| 6  | Adriel Roberts      | C     | 2 novembre 1997   | Titans      |
| 7  | Marlon Phillip      | S     | 12 settembre 1997 | Technocrats |
| 8  | Kameron Donald      | P     | 2 novembre 1998   | Big Sepos   |
| 9  | Daneil Williams     | S     | 18 settembre 1988 | Toco Youths |
| 10 | Mikheil Hoyte       | C     | 19 settembre 1990 | Glamorgan   |
| 11 | Ryan Stewart        | O     | 6 agosto 1990     | Glamorgan   |
| 14 | Marc-Anthony Honoré | C     | 12 giugno 1984    | Benfica     |
| 15 | Joshua Mohammad     | L     | 15 dicembre 1988  | Suva        |
| 18 | Brandon Legall      | S     | 8 luglio 1993     | Big Sepos   |
| 19 | Enrique Harry       | O     | 24 agosto 1996    | Big Sepos   |